# Denison, Kansas
Denison là một thành phố thuộc quận Jackson, tiểu bang Kansas, Hoa Kỳ. Năm 2010, dân số của xã này là 187 người.

## Dân số
Dân số các năm:
- Năm 2000: 231 người
- Năm 2010: 187 người